# Allocosmoecus partitus
Allocosmoecus partitus is een schietmot uit de familie Limnephilidae. De soort komt voor in het Nearctisch gebied.